# Celeste Caeiro
Celeste Martins Caeiro (Socorro, Lisboa, 2 de Maio de 1933 – Leiria, 15 de novembro de 2024) foi a mulher que, no dia 25 de Abril de 1974, distribuiu cravos pelos militares que levavam a cargo um golpe de estado para derrubar o regime liderado por Marcelo Caetano. Por este motivo, a revolução ficado conhecida pela Revolução dos Cravos.

## Biografia

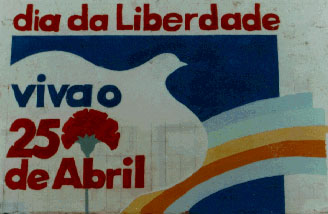
Mural de 1975

Celeste nasceu a 2 de Maio de 1933 na antiga freguesia do Socorro, em Lisboa. De mãe galega, Teodora de Viana Martins Caeiro, era a mais nova de três irmãos e quase não conheceu o pai, que os abandonou. A mãe, nascida em Espanha, foi muito nova para a Amareleja, que nos anos finais do Estado Novo era considerada "a aldeia mais vermelha de Portugal", e depois para Lisboa, onde os três filhos foram deixados a instituições de caridade. Com 18 meses, Celeste passou a viver na Creche do Alto do Pina, propriedade da Santa Casa na Rua Barão de Sabrosa, e recebia apenas visitas esporádicas da mãe. Aos 14 anos, passou para o Asilo 28 de Maio, no Lazareto, em Porto Brandão, na margem sul do Tejo, mas nele permaneceu durante pouco tempo, revoltada com a frieza e a rigidez das freiras responsáveis pelo asilo. Foi transferida novamente para uma instituição da Casa Pia, desta vez para o Colégio de Santa Clara, onde permaneceu até aos 20 anos, formada em pré-enfermagem com equivalência ao segundo ano do liceu. Contudo, nunca chegou a exercer a profissão devido a problemas de saúde que lhe afetavam os pulmões. 
Em Lisboa, trabalhou numa fábrica de camisas da Avenida Almirante Reis, e depois na tabacaria do Café Patinhas, na Rua da Prata, 242-248 (que se chamava de facto Café Lusitano), onde havia venda clandestina dos livros proibidos de José Vilhena, guardados dentro de pacotes de tabaco. Celeste começara a ter consciência política na adolescência, quando visitava os tios na Amareleja e se apercebeu de reuniões clandestinas. Nas tardes de folga, assistia aos julgamentos nos tribunais plenários da Boa Hora, em Lisboa. 
No café Patinhas, conheceu com quem foi viver e de quem teve uma filha, sofreu violência doméstica do companheiro alcoólico que a abandonou e à filha de três anos. 
Trabalhou no bengaleiro da boîte Marygold antes de começar a trabalhar no restaurante Sir, o primeiro em regime de self-service em Lisboa, no edifício Franjinhas, na rua Braamcamp.

### Papel na Revolução dos Cravos
Celeste Caeiro tinha 40 anos, em 1974, e vivia num quarto que alugara ao Chiado, na Calçada do Sacramento, n.º 14. Trabalhava num restaurante do self-service chamado "Sir" no edifício Franjinhas da Rua Braamcamp em Lisboa O restaurante, inaugurado a 25 de Abril de 1973, fazia um ano de abertura nesse dia, e a gerência planeava oferecer flores para dar às senhoras clientes, e um Porto aos cavalheiros. Nesse dia, todavia, como estava a decorrer o golpe de estado, o restaurante não abriu. O gerente disse aos funcionários para voltarem para casa, e deu-lhes os cravos para levarem consigo, já que não poderiam ser distribuídos pelas clientes. Cada um levou um molho de cravos vermelhos e brancos que se encontravam no armazém. Ao regressar a casa, Celeste apanhou o metro para o Rossio e na esquina da Rua do Carmo deparou-se imediatamente com os tanques dos revolucionários. Aproximando-se de um dos tanques, perguntou o que se passava, ao que um soldado lhe respondeu "Nós vamos para o Carmo para deter o Marcelo Caetano. Isto é uma revolução!". O soldado pediu-lhe, ainda, um cigarro, mas Celeste não tinha nenhum. Celeste queria comprar-lhes qualquer coisa para comer, mas as lojas estavam todas fechadas. Assim, deu-lhes as únicas coisas que tinha para lhes dar: os molhos de cravos, dizendo "Se quiser tome, um cravo oferece-se a qualquer pessoa". O soldado, cuja identidade nunca foi possível apurar, aceitou e pôs a flor no cano da espingarda. Celeste foi dando cravos aos soldados que ia encontrando, desde o Chiado até ao pé da Igreja dos Mártires.
Depois de seu gesto, Celeste foi chamada Celeste dos cravos. No ano 1999, a poeta Rosa Guerreiro Dias dedicou-lhe o poema Celeste em Flor. A história de Celeste veio desmentir alguns relatos que circulavam acerca da Revolução dos Cravos, nomeadamente, a crença de que os cravos haviam sido oferecidos aos soldados por uma florista do Rossio; que todos os cravos eram vermelhos, quando, segundo Celeste, trazia consigo alguns cravos brancos; que os cravos haviam sido trazidos de uma conservatória do registo civil, onde se iria realizar um casamento adiado pela revolução; ou que haviam sido transportados do aeroporto de Lisboa, onde estavam prestes a ser enviados para o estrangeiro. A entrevista de Celeste à revista Crónica Feminina, de 13 de junho de 1974, conduzida por Ruth Quaresma, contribuiu para a sua celebridade.

### Vida em democracia
Depois de se reformar, tornou-se militante do Partido Comunista Português. A 25 de agosto de 1988, perdeu todos os seus pertences quando o apartamento que alugou no edifício dos Armazéns do Chiado foi destruído por um grande incêndio na zona. Vivia com uma pensão de 370 euros numa pequena casa a poucos metros da Avenida da Liberdade. Em 2024, foi organizada uma subscrição pública para permitir a Celeste comprar um aparelho auditivo.
Participou, em 2024, no desfile comemorativo do 50.º aniversário da Revolução dos Cravos, na Avenida da Liberdade, em Lisboa. A presença de Celeste Caeiro na Avenida da Liberdade foi um dos momentos mais marcantes da celebração popular: ao lado da família, distribuiu cravos como o fizera exatamente 50 anos antes, tendo o momento sido registado por fotógrafos presentes e as fotografias amplamente partilhadas. Nesse dia, foi também mencionada na sessão solene que teve lugar na Assembleia da República; o deputado Rui Tavares sugeriu que Celeste Caeiro fosse homenageada com uma estátua na casa da democracia.
Morreu meses depois, em 15 de novembro de 2024, aos 91 anos, no hospital de Leiria, devido a problemas do foro respiratório.
Em fevereiro de 2025 recebe, a título póstumo, a Medalha de Honra da Cidade de Lisboa, atribuída pela Câmara Municipal de Lisboa.
A 8 de março de 2025, Dia Internacional das Mulheres, foi agraciada, a título póstumo, com o grau de Oficial da Ordem da Liberdade, pelo Presidente da República Portuguesa, Marcelo Rebelo de Sousa.
A 25 de abril de 2025, é descerrada na Rua do Carmo, em Lisboa, uma placa de homenagem a Celeste com o poema "Celeste em Flor”, de Rosa Guerreiro Dias.